# Revision (Demoparty)
Die Revision ist die größte reine Demoparty der Demoszene weltweit. Auf der Revision werden sogenannte Demos präsentiert und in Wettbewerben die Besten ausgewählt. Dabei handelt es sich um künstlerische Computerprogramme, die mittels grafischer Effekte, meist mit Musik unterlegt, die Fähigkeiten der Programmierer zeigen. Die Revision wird seit 2011 als Nachfolgeveranstaltung der Breakpoint ausgerichtet, die ihrerseits die Nachfolgeveranstaltung der Mekka & Symposium war. Sie wird offiziell von dem gemeinnützigen Verein „Tastatur und Maus“ (TuM) veranstaltet.
Das viertägige Treffen findet seit 2011 jedes Jahr im E-Werk in Saarbrücken über die Osterfeiertage statt – 2019 vom 19. bis zum 22. April.

## Programm
Der Hauptteil des Programms sind die Wettbewerbe – die namensgebenden Demos, Grafik, Musik und Videos – jeweils in verschiedenen Kategorien. Einige Beiträge werden erst auf der Party selbst fertiggestellt oder gar komplett produziert, aber meistens werden Beiträge schon im Vorfeld der Demoparty erstellt. Im Anschluss werden sämtliche Beiträge grundsätzlich immer ins Internet gestellt.
Zusätzlich gibt es auch Live-Wettbewerbe – „Live coding“, da treten 8 Programmierer im K.-o.-System gegeneinander an, um jeweils 25 Minuten lang zu von einem DJ aufgelegter Musik Effekte zu programmieren. Für die Grafiker gibt es einen 24-Stunden-Wettbewerb, in dem es gilt, ein Bild zu einem vorgegebenen Thema zu malen – oder, wie in den letzten Jahren, in eine vorgegebene Skizze mit wirren Linien eine Szene hineinzuinterpretieren und diese dann zu malen.
Neben den Wettbewerben gibt es insgesamt ca. 10 Konzerte auf 2 Bühnen, zumeist DJ-Sets und elektronische Musik (z. B. Chiptunes), aber auch Jazz oder auch Künstler, die klassische Instrumente und elektronische Hilfsmittel geschickt kombinieren.
Schließlich finden ebenfalls ca. 10 Seminare statt, die meisten davon zu Themen wie Computergrafik und Programmierung, aber auch juristische Themen und Veranstaltungstechnik kommen zur Sprache.

## Geschichte
Die Revision wurde ins Leben gerufen, nachdem sich die Organisatoren der vorherigen an Ostern stattfindenden Demoparty, Breakpoint, entschieden haben, nach 2010 keine weitere Demoparty mehr auszurichten. Aus ehemaligen Breakpoint-Organisatoren, Organisatoren anderer Demopartys und einigen Neuzugängen formierte sich ein Team, das schließlich eine anfänglich als „Easterparty“ bezeichnete inoffizielle Nachfolgeveranstaltung ins Leben rief, die schließlich „Revision“ genannt wurde.
Die erste Ausgabe des jährlichen viertägigen Treffens der Demoszene fand 2011 mit etwa 800 Teilnehmern in Saarbrücken statt. Bei dem Demo-Wettbewerb wurden Preisgelder von insgesamt 10.000 Euro vergeben.
An Ostern 2020 wurde die Revision aufgrund der COVID-19-Pandemie als reine Online-Veranstaltung namens „Revision Online 2020“ auf Twitch ausgestrahlt.

## Unterschiede zu anderen großen Demopartys
Die meisten großen Demopartys haben im Laufe der Zeit ihre Ausrichtung geändert und auch Spielewettbewerbe ausgetragen. Das gilt etwa für The Gathering und die Assembly. Das hat den Charakter dieser Veranstaltungen stark verändert und sie glichen eher LAN-Partys. Von vielen Mitgliedern der Demoszene wurde dieser Trend kritisch gesehen. Die Revision und ihre Vorgängerveranstaltungen Mekka & Symposium und Breakpoint haben nie Spielewettbewerbe ausgetragen, daher gilt die Revision als größte „reine“ Demoparty.

## Konflikt um GEMA-Musiker
Im Jahr 2012 mussten die Veranstalter der Revision nachträglich Gebühren für die Aufführung von GEMA-Musik bezahlen, da einige Musiker, die Mitglieder der GEMA waren, Beiträge im Musikwettbewerb der Revision eingereicht hatten. In den folgenden Jahren wurden deshalb Beiträge von Mitgliedern der GEMA und deren Partnerorganisationen von den Wettbewerben der Revision ausgeschlossen. Die GEMA vertritt ihre Mitglieder exklusiv, das bedeutet, dass diese keine einzelnen Musikstücke von der Verwertung durch die GEMA ausschließen können.
Seit dem Jahr 2017 sind diese Beschränkungen dank einer GEMA-Volllizenz entfallen.